# Vojdan Černodrinski
Vojdan Černodrinski rođen je 1875. godine u struškome selu Selci, jednome od najisturenijih sela u zapadnoj Sjevernoj Makedoniji. Utemeljitelj je makedonske dramske književnosti i kazališta.